# William de Munchensi
William de Munchensi (* um 1235; † August 1287 bei Dryslwyn Castle) war ein englischer Adliger und Rebell. Munchensi wird oft mit einem anderen William de Munchensi verwechselt, der von einem älteren Familienzweig abstammte und im 13. Jahrhundert in Edwardstone in Suffolk lebte.

## Herkunft und Erbe

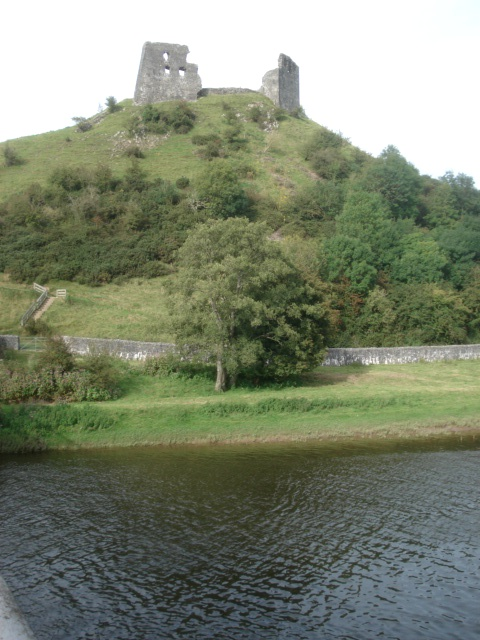
Dryslwyn Castle in Wales, bei dessen Eroberung 1287 William de Munchensi starb

William war ein Sohn von Warin de Munchensi und von dessen zweiten Frau Denise. Als sein Vater 1255 starb, war er noch minderjährig, so dass sein Erbteil noch für fünfzehn Monate von seinem Schwager William de Valence, 1. Earl of Pembroke, einem Halbbruder von König Heinrich III., verwaltet wurde. Dieser hatte 1247 Williams Halbschwester Joan de Munchensi geheiratet, die über ihre Mutter Erbin eines Fünftels der Besitzungen der Familie Marshal war. Nachdem Munchensi volljährig geworden war, konnte er am 20. Oktober 1256 die Verwaltung des Erbes seines Vaters übernehmen, aus denen er etwa £ 500 jährliche Einkünfte bezog.

## Rebell im Zweiten Krieg der Barone
Vermutlich geriet Munchensi rasch mit William de Valence in Streit, der noch 1258, wohl mit Duldung seiner Frau, 900 Mark aus dem Erbe besaß, die er in Waltham Abbey verwahrte. Dieser Streit führte mit dazu, dass Munchensi sich im Juli 1260 mit Henry Hastings, Nicholas de Segrave und Geoffrey de Lucy verbündete, die wie er alle ehemalige königliche Mündel waren und unter der Vormundschaft von Favoriten des Königs gestanden hatten. Zusammen mit ihnen rebellierte er im Dezember 1261 erfolglos, als der König sich über die Provisions of Oxford hinwegsetzte. Im Mai 1263 unterstützten sie Simon de Montfort, 6. Earl of Leicester, als dieser erneut den König auf Einhaltung der Provisions drängte. Im Dezember 1263 gehörte Munchensi zu den Rebellen, die schworen, sich an den Schiedsspruch des französischen Königs halten zu wollen, den dieser über die Rechtmäßigkeit der Provisions im Januar in Amiens fällen wollte. Dennoch gehörte Munchensi, als es 1264 zum offenen Krieg der Barone kam, zusammen mit Gilbert de Clare, 6. Earl of Hertford zu den Führern der Rebellenarmee in der Schlacht von Lewes. Dabei wurde er vielleicht noch vor der Schlacht zum Ritter geschlagen. Nach dem Sieg der Rebellen über den König in der Schlacht unterstützte Munchensi die Regierung von Simon de Montfort, ohne größere Bedeutung zu erlangen. Er bezeugte den Frieden von Canterbury, der die Regierung der Barone festigen sollte, und gehörte wahrscheinlich im Januar 1265 De Montfort’s Parliament an. Als es im Februar 1265 zum Bruch zwischen Montfort und Gilbert de Clare kam, sollte Munchensi zusammen mit drei anderen Baronen zwischen den beiden vermitteln. Gilbert de Clare schloss sich jedoch der Partei des Königs an. Daraufhin kam es zu erneut zum Krieg zwischen den Baronen und der Partei des Königs. Munchensi schloss sich Simon de Montfort dem Jüngeren in Kenilworth Castle an, wo er am 2. August 1265 von Lord Eduard, dem Thronfolger, gefangen genommen wurde. Damit entging er der vernichtenden Niederlage Montforts in der Schlacht von Evesham.
Erst nachdem seine Mutter für ihn gebürgt hatte, wurde Munchensi im Juni 1266 freigelassen. Dennoch schloss er sich vermutlich den verbliebenen Rebellen, den sogenannten Enterbten, an, worauf ihn der König ächtete und seine Besitzungen an William de Valence vergab. Gemäß dem Dictum of Kenilworth unterwarf er sich schließlich dem König und wurde im Februar 1267 begnadigt. Die Strenge von William de Valence trieb Munchensi wenig später auf die Seite von Gilbert de Clare, als dieser im April 1267 zur Unterstützung der verbliebenen Enterbten London besetzte. Erst im Dezember 1267 erhielt Munchensi seine Besitzungen zurück, wofür er 2000 Mark zahlen musste.

## Gefolgsmann von Gilbert de Clare und Militär unter Eduard I.
Es gelang Munchensi, innerhalb von zwei Jahren diese Summe aufzubringen. Als er an dem geplanten Kreuzzug von Lord Eduard teilnehmen sollte, zahlte Munchensi 1269 lieber eine Strafe in Höhe von 1000 Mark, anstatt zusammen mit William de Valence am Kreuzzug teilzunehmen. Stattdessen blieb er im Dienst von Gilbert de Clare und wurde erst 1275 endgültig begnadigt. Während der Eroberung von Wales nahm Munchensi 1277, 1282 und 1283 an den Feldzügen in Wales teil. Während der Rebellion von Rhys ap Maredudd diente er 1287 unter Edmund, 2. Earl of Cornwall bei der Belagerung von Dryslwyn Castle. Dabei starb er, als er eine Unterminierung der Burgmauer inspizierte und die Mauer vorzeitig zusammenstürzte. 

## Heirat und Erbe
Noch vor Sonnenaufgang des 24. August 1279 hatte Munchensi in der Tür der Pfarrkirche von Hill Croome in Worcestershire Amicia, deren Herkunft unbekannt ist, geheiratet. Damit war die Trauung nicht vorschriftsgemäß, die nach einer Anfechtung jedoch 1283 für gültig erklärt wurde. Mit seiner Frau hatte Munchensi eine Tochter, Denise, die seine Erbin wurde. Nach Munchensis Tod 1287 und erneut 1290 versuchte William de Valence erfolglos, Denise für unehelich zu erklären, um so als Schwager von Munchensi an sein Erbe zu kommen. Denise heiratete zwischen 1294 und 1297 Hugh de Vere, einen jüngeren Sohn von Robert de Vere, 5. Earl of Oxford. Sie starb 1314 kinderlos, so dass schließlich Aymer de Valence, der Sohn von William de Valence, ihr Erbe wurde.
In seinem Testament hatte Munchensi 1000 Mark für die Unterstützung der Kreuzfahrerstaaten im Heiligen Land hinterlassen.